# الطلاق العظيم
الطلاق العظيم هي رواية ألّفها الكاتب البريطاني سي. إس. لويس، ونُشرت في عام 1945، واستندت أحداثها إلى رؤى أحلامه اللاهوتية التي نقل إلينا بها التصور المسيحي عن الجنة والنار. كان عنوان الرواية في البداية من يذهب إلى المنزل؟، ولكن تغير الاسم النهائي بعد إلحاح الناشر. يشير العنوان إلى قصيدة وليام بليك بعنوان زواج النعيم والجحيم. طُبعت رواية الطلاق العظيم لأول مرة على شكل سلسلة في إحدى الصحف الأنجليكانية، تسمى ذا غارديان بين عامي 1944 و1945، وطُبعت بعد ذلك بوقت قصير على شكل كتاب كامل.

## ملخص الحبكة
بطريقة غامضة يجد الراوي نفسه في مدينة كالحة وبائسة، «المدينة الرمادية»، حيث تمطر باستمرار، حتى داخل المباني، ويكون ذلك إما الجحيم أو المَطهَر إذا كان الشخص يفضل البقاء هناك أو المغادرة. يجد في النهاية محطة للحافلات لأولئك الذين يرغبون بالسفر إلى مكان آخر (اتضح في ما بعد أن الوجهة هي سفح الجنة). ينتظر في الصف للصعود إلى الحافلة مُستمعًا إلى حجج مغادرة بقية الركاب ومشاجرتهم. بينما ينتظرون وصول الحافلة، يخرج الكثير منهم من خط الانتظار قبل وصولها. عند وصول الحافلة، يتبين أن السائق ملاكٌ يخفي وجهه عن الركاب. بمجرد أن يستقل باقي الركاب الحافلة، تطير الأخيرة إلى الأعلى، من الرصيف إلى السماء الرمادية الممطرة.
تصعد الحافلة متجنبة الغيوم الممطرة لتصل إلى سماء صافية قبل الفجر، ومع ارتفاعها، تتحول أجسام الركاب السليمة إلى شفافة باهتة كالضباب. عندما تصل إلى وجهتها، يظهر تدريجيًا أن ركاب الحافلة -بمن فيهم الراوي- أشباح. على الرغم من جمال البلد الذي يترجلون عنده، والذي كان أجمل ما رأوه على الإطلاق، فإن كل صورة من المناظر الطبيعية، من ترقرق المياه والأعشاب حولها، كامدة من غير خضوع مقارنةً بهم: يؤلمهم المشي على العشب كثيرًا، فأوراق العشب كالنِصال تحت ظلّ أقدامهم، والبرعم الواحد ثقيل جدًا لدرجة لا يمكن رفعه.
تتقدم أجسام مشعة من رجال ونساء مثلما يعرفون على الأرض، لمقابلتهم وحثهم على التوبة والسير في الطريق الصحيح للجنة. يعدون بانتقال الأشباح للأمام وللأعلى لتصبح أكثر رصانة ومن ثم يقل شعورهم بعدم الراحة. تُسمى هذه الأشكال بـ«الأرواح» لتميزها عن الأشباح، وتعرض مساعدتهم على السفر نحو الجبال والشروق.
يختار جميع الأشباح تقريبًا العودة إلى المدينة الرمادية بدلًا من ذلك، مع تقديم أسباب وأعذار مختلفة. يكمن جزء كبير من اهتمام الكتاب في إدراكه إيقاظ حس العقلانية والألفة -والرهافة وخداع الذات- للأعذار التي يرفض الأشباح التخلي عنها، على الرغم من أن القيام بذلك سيودي بهم إلى طريق «الواقع» و«الفرح إلى الأبد». يرفض أحد الفنانين فكرة حفاظه على سمعة مدرسة الرسم الخاصة به؛ ساخرًا بمرارة وقائلًا إن الجنة ما هي إلا خدعة كبيرة. يُهان المتنمر («الرجل الكبير») من فكرة وجود أشخاص يؤمن بهم. تغضب الزوجة المزعجة من عدم السماح لها بالسيطرة على زوجها في الجنة. ومع ذلك، تفسد الشهوةُ الرجلَ على الأرض، فيمتطي طيفه الذي تحول إلى سحلية شمطاء، سامحًا للملاك بقتل تلك السحلية بعد أن قست عليه الأيام، محلقًا بعيدًا خارج السرد.